# Elleanthus wageneri
Elleanthus wageneri es una orquídea del género Elleanthus, endémica de Venezuela. 

## Hábitat
Es un endemismo de Venezuela. Crece entre 1400 - 1800m en los estados Bolívar, Mérida, Táchira y Trujillo.
Florece en julio a septiembre.

## Descripción
Son plantas terrestres con raíz carnosa similar al género Sobralia. Tienen inflorescencias terminales de 8 cm con un conjunto a racimo con brácteas florales que generalmente son más grandes que las flores, las cuales son pequeñas y tubulares con una labio que es más grande que los sépalos que tienen una base cóncava que contienen una o dos polinias que lleva a la columna que tiene ocho polinias. 